# ウィネシーク郡 (アイオワ州)
ウィネシーク郡（英: Winneshiek County）は、アメリカ合衆国アイオワ州の北東部に位置する郡である。2010年国勢調査での人口は21,056人であり、2000年の21,310人から1.2％減少した。郡庁所在地はデコラ市（人口8,127人）であり、同郡で人口最大の都市でもある。

## 歴史
ウィネシーク郡は大半が田園であり農業の郡である。チェコ、スロバキア、イギリス、アイルランド、ドイツ、スイスおよびノルウェーからの移民が入ってきたので、豊富な文化の歴史がある。
1848年に現在のブルームフィールド郡区（カスタリア近く）とワシントン郡区（フォートアトキンソン近く）での入植から始まった。1847年には郡政府が組織化され、ウィネベーゴ族インディアンの酋長から名前が採られた。
1980年、ウィネシーク郡の人口は21,842人だった。1980年代の州全体と同様に人口が減少し、1990年の国勢調査では20,847人にまで減った。しかし、1990年代に幾らかの増加を見て、2000年以降は21,000人を超えている。

## 郡政府
ウィネシーク郡政府は州内の全郡と同様、党派選挙で選ばれる郡政委員会が管轄している。委員は5人であり、人口を等分した5つの選挙区から各1人が選ばれている。その他に選挙で選ばれる役人は、郡検察官、監査官、保安官、財務官がある。郡政委員会とその他役人の事務所は郡庁所在地の郡庁舎にある。

## 地理
アメリカ合衆国国勢調査局に拠れば、郡域全面積は689.88平方マイル (1,786.8 km2)であり、このうち陸地689.61平方マイル (1,786.1 km2)、水域は0.27平方マイル (0.70 km2)で水域率は0.04％である。

### 主要高規格道路
- アメリカ国道52号線
- アイオワ州道9号線
- アイオワ州道24号線
- アイオワ州道139号線
- アイオワ州道150号線

### 隣接する郡
- フィルモア郡 (ミネソタ州) - 北西
- ヒューストン郡 (ミネソタ州) - 北東
- アラマキー郡 - 東
- ファイエット郡 - 南
- チカソー郡 - 南西
- ハワード郡 - 西
- クレイトン郡 - 南東

## 人口動態

### 2010年国勢調査
以下は2010年国勢調査による人口統計データである。
基礎データ
- 人口: 21,056人
- 人口密度: 12人/km2（31人/mi2）
- 住居数: 8,721軒
- 使用住居: 7,997軒[5]

### 2000年国勢調査

2000人口ピラミッド

以下は2000年国勢調査による人口統計データである。
| 基礎データ - 人口: 21,310人 - 世帯数: 7,734 世帯 - 家族数: 5,189 家族 - 人口密度: 12人/km2（31人/mi2） - 住居数: 8,208軒 - 住居密度: 5軒/km2（12軒/mi2） 人種別人口構成 - 白人: 97.85% - アフリカン・アメリカン: 0.51% - ネイティブ・アメリカン: 0.08% - アジア人: 0.82% - その他の人種: 0.24% - 混血: 0.50% - ヒスパニック・ラテン系: 0.80% 先祖による構成 - ドイツ系：38.3％ - ノルウェー系：31.7％ - アイルランド系：5.5％ - チェコ系：5.1％ 年齢別人口構成 - 18歳未満: 23.0% - 18-24歳: 16.7% - 25-44歳: 24.2% - 45-64歳: 20.4% - 65歳以上: 15.7% - 年齢の中央値: 36歳 - 性比（女性100人あたり男性の人口） - 総人口: 96.8 - 18歳以上: 94.3 | 世帯と家族（対世帯数） - 18歳未満の子供がいる: 30.9% - 結婚・同居している夫婦: 58.9% - 未婚・離婚・死別女性が世帯主: 5.5% - 非家族世帯: 32.9% - 単身世帯: 27.6% - 65歳以上の老人1人暮らし: 12.3% - 平均構成人数 - 世帯: 2.46人 - 家族: 3.03人 収入と家計 - 収入の中央値 - 世帯: 38,908米ドル - 家族: 45,966米ドル - 性別 - 男性: 29,278米ドル - 女性: 21,240米ドル - 人口1人あたり収入: 17,047米ドル - 貧困線以下 - 対人口: 8.0% - 対家族数: 5.1% - 18歳未満: 6.5% - 65歳以上: 10.5% |

## 都市と町

### 都市
| - デコラ - 郡庁所在地 - カルマー - カスタリア - フォートアトキンソン | - ジャクソンジャンクション - オシアン - リッジウェイ - スピルビル |

### その他の町
| - ブラフトン - バーオーク | - フェスティナ - フランクビル | - ハイランドビル - ケンドールビル |

### 郡区
ウィネシーク郡は20の郡区に分割されている。
| - ブルームフィールド - ブラフトン - バーオーク - カルマー - カヌー | - デコラ - フランクビル - フリーモント - グレンウッド - ヘスパー | - ハイランド - ジャクソン - リンカーン - マディソン - ミリタリー | - オーリンズ - プレザント - スプリングフィールド - サムナー - ワシントン |